# Yona (Guam)
Yona o Yoña è un villaggio del territorio non incorporato statunitense dell'isola di Guam. 
Al censimento del 2000 aveva una popolazione di 6.484 abitanti.